# 辐射虾脊兰
辐射虾脊兰（学名：Calanthe actinomorpha）或輻形根節蘭为蘭科節蘭屬下的一个种。